# Curug Cinulang
Curug Cinulang är ett vattenfall i Indonesien.   Det ligger i provinsen Jawa Barat, i den västra delen av landet, 140 km sydost om huvudstaden Jakarta. Curug Cinulang ligger 1 025 meter över havet.
Terrängen runt Curug Cinulang är huvudsakligen kuperad, men norrut är den bergig.Runt Curug Cinulang är det mycket tätbefolkat, med 1 573 invånare per kvadratkilometer. Närmaste större samhälle är Sumedang Utara, 13,0 km norr om Curug Cinulang. I omgivningarna runt Curug Cinulang växer i huvudsak städsegrön lövskog.